# Адміністративний устрій Козівського району
Адміністративний устрій Козівського району — адміністративно-територіальний поділ Козівського району Тернопільської області на 1 міську, 1 селищну, 1 сільську громади, 1 селищну та 22 сільські ради, які об'єднують 55 населених пунктів та підпорядковані Козівській районній раді. Адміністративний центр — смт Козова.

## Список громадКозівського району
- Зборівська міська громада
- Козлівська селищна громада
- Купчинецька сільська громада

## Список радКозівського району
| №  | Назва                            | Центр               | Населені пункти                   | Площа км² | Місце за площею | Населення (2001), осіб | Місце за населенням |
| -- | -------------------------------- | ------------------- | --------------------------------- | --------- | --------------- | ---------------------- | ------------------- |
| 1  | Козівська селищна рада           | смт Козова          | смт Козова                        |           |                 | 9252                   | 1                   |
| 2  | Бишківська сільська рада         | с. Бишки            | с. Бишки                          |           |                 | 580                    | 30                  |
| 3  | Будилівська сільська рада        | с. Будилів          | с. Будилів с. Медова              |           |                 | 1157                   | 9                   |
| 4  | Великоходачківська сільська рада | с. Великий Ходачків | с. Великий Ходачків               |           |                 | 1392                   | 6                   |
| 5  | Вибудівська сільська рада        | с. Вибудів          | с. Вибудів с. Вимислівка          |           |                 | 771                    | 22                  |
| 6  | Вівсянська сільська рада         | с. Вівся            | с. Вівся                          |           |                 | 900                    | 19                  |
| 7  | Вікторівська сільська рада       | с. Вікторівка       | с. Вікторівка                     |           |                 | 573                    | 31                  |
| 8  | Геленківська сільська рада       | с. Геленки          | с. Геленки                        |           |                 | 567                    | 32                  |
| 9  | Глинська сільська рада           | с. Глинна           | с. Глинна с. Золочівка            |           |                 | 929                    | 16                  |
| 10 | Городищенська сільська рада      | с. Городище         | с. Городище с. Горби с. Млинці    |           |                 | 1155                   | 10                  |
| 11 | Дибщенська сільська рада         | с. Дибще            | с. Дибще                          |           |                 | 836                    | 20                  |
| 12 | Золотослобідська сільська рада   | с. Золота Слобода   | с. Золота Слобода                 |           |                 | 901                    | 18                  |
| 13 | Кальненська сільська рада        | с. Кальне           | с. Кальне с. Будова с. Маковисько |           |                 | 1527                   | 4                   |
| 14 | Козівківська сільська рада       | с. Козівка          | с. Козівка                        |           |                 | 696                    | 24                  |
| 15 | Конюхівська сільська рада        | с. Конюхи           | с. Конюхи с. Заберізки с. Залісся |           |                 | 2782                   | 2                   |
| 16 | Кривенська сільська рада         | с. Криве            | с. Криве с. Йосипівка             |           |                 | 1433                   | 5                   |
| 17 | Малоплавучанська сільська рада   | с. Мала Плавуча     | с. Мала Плавуча                   |           |                 | 489                    | 33                  |
| 18 | Олесинська сільська рада         | с. Олесине          | с. Олесине с. Уритва              |           |                 | 753                    | 23                  |
| 19 | Плотичанська сільська рада       | с. Плотича          | с. Плотича                        |           |                 | 586                    | 29                  |
| 20 | Потіцька сільська рада           | с. Потік            | с. Потік с. Сеньків               |           |                 | 640                    | 27                  |
| 21 | Теофіпільська сільська рада      | с. Теофіпілка       | с. Теофіпілка с. Плоске           |           |                 | 904                    | 17                  |
| 22 | Ценівська сільська рада          | с. Ценів            | с. Ценів                          |           |                 | 1238                   | 8                   |
| 23 | Щепанівська сільська рада        | с. Щепанів          | с. Щепанів с. Бартошівка          |           |                 | 650                    | 26                  |

* Примітки: м. — місто, с-ще — селище, смт — селище міського типу, с. — село